# David Sanborn

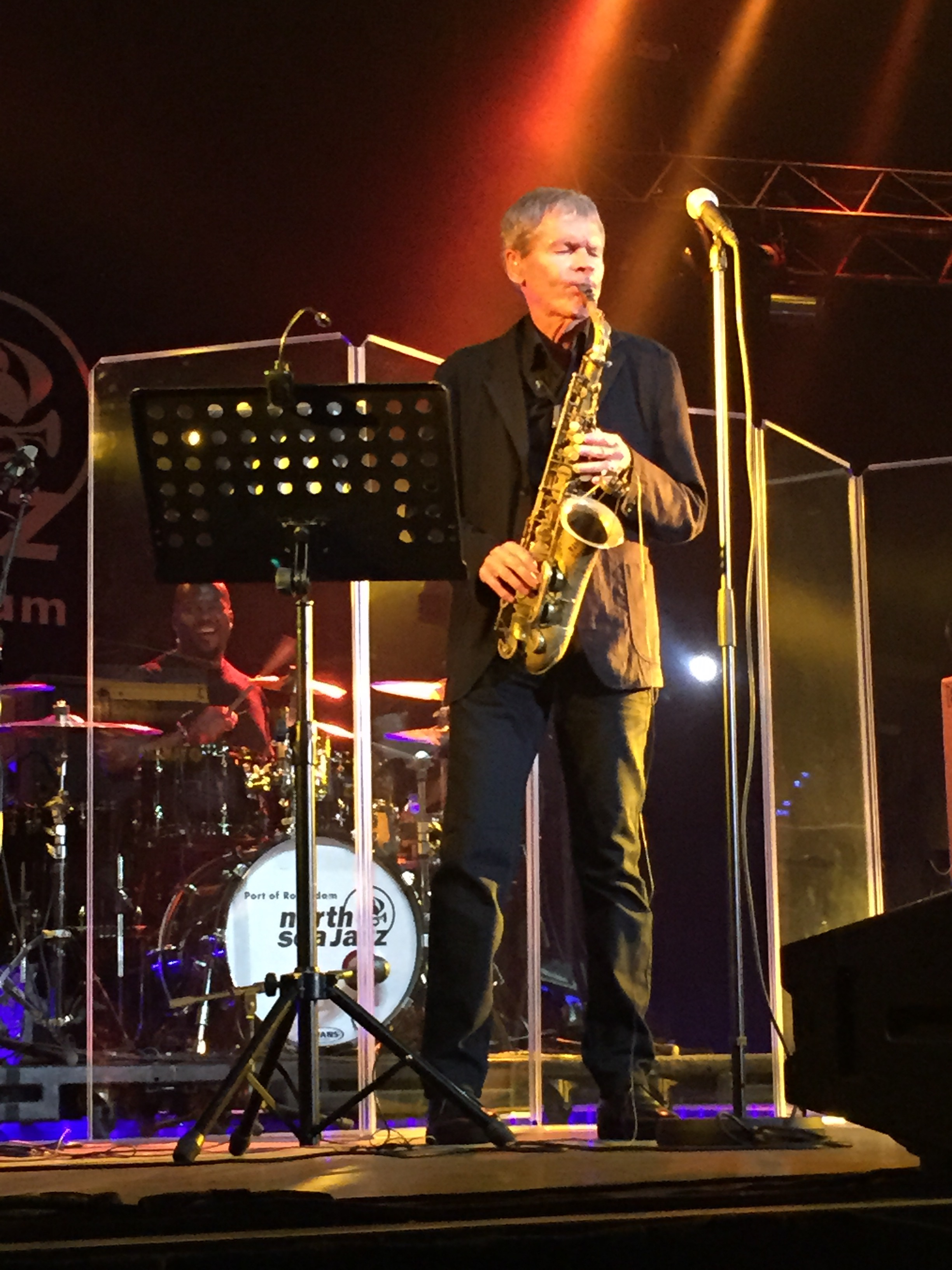
David Sanborn tijdens het North Sea Jazz Festival in 2015

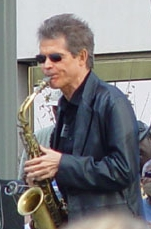
David Sanborn tijdens een concert in San Francisco

David William Sanborn (Tampa (Florida), 30 juli 1945 – Tarrytown (New York), 12 mei 2024) was een Amerikaanse saxofonist die vooral met fusion of crossovermuziek wordt geassocieerd, maar ook veel jazz speelt en met veel groten in de popmuziek heeft samen gespeeld.

## Biografie
Toen bij David Sanborn op driejarige leeftijd polio werd vastgesteld, ging hij uit therapeutische overwegingen voor het eerst saxofoon spelen. Hij groeide op in St. Louis (Missouri), waar hij vooral werd beïnvloed door talrijke bluesmusici. Al op jonge leeftijd speelde hij samen met grootheden als Albert King en Little Milton.
Hij speelde vijf jaar in de Paul Butterfield Blues Band, maar kwam daarnaast ook in contact met popmuziek, wat resulteerde in gastoptredens bij onder andere Stevie Wonder (op "Talking book"), The Rolling Stones en David Bowie (solo op "Young Americans"). Hij verzorgt ook de saxofoon-partij op 'Your Party' van de Amerikaanse band WEEN. WEEN had gezworen nooit blazers op hun platen te zetten behalve als David Sanborn ze zou spelen. En zo geschiedde.
Vanaf 1975 bracht David Sanborn ook platen uit onder zijn eigen naam. Hij ontving Grammy's voor de albums Voyeur (1982) en Double Vision (1987) en voor de single Close Up (1988). Veel succes heeft hij met albums die hij samen maakt met bassist Marcus Miller. Ook werkte Sanborn mee aan de muziek voor verschillende films, zoals Scrooged en Lethal Weapon.
Sanborn overleed op 12 mei 2024 op 78-jarige leeftijd aan prostaatkanker.

## Discografie
- Taking Off  (1975)
- David Sanborn (1976)
- Promise Me The Moon  (1977)
- Heart to Heart (1978)
- Hideaway (1979)
- Voyeur (1980)
- As We Speak  (1981)
- Backstreet (1982)
- Straight to the Heart (1984)
- A Change of Heart  (1987)
- Close Up  (1988)
- Concerto for saxophone & orchestra (1989, composed by Michael Kamen )
- Another Hand  (1991)
- Upfront (1992)
- Hearsay  (1994)
- The Best of David Sanborn  (1994)
- Pearls (1995)
- Love Songs  (1995)
- Songs from the Night Before  (1996)
- Inside (1999)
- The Essentials (2002)
- timeagain (2003)
- Closer (2005)
- Here & Gone  (2008)
- Quartette Humaine (2013)
- Enjoy The View (2014)
- Time and The River (2015)